# 砂に消えた涙
「砂に消えた涙」ないし「砂にきえた涙」（イタリア語: Un buco nella sabbia）は、1964年に発表された、イタリアの歌手ミーナの楽曲。作曲はピエロ・ソフィッチ、作詞はアルベルト・テスタ。日本では、漣健児が書いた日本語詞でミーナ本人が歌ったシングルが発売されたほか、日本語詞によるバージョンが弘田三枝子、矢沢永吉、桑田佳祐を始めとした数多くの歌手によってカバーされた。
イタリア語の原題は、「砂に掘った穴」といった意味である。

## ミーナによる歌唱
この楽曲は、1964年5月に、「Se Mi Compri Un Gelato」をB面に収めたシングルとして、イタリアのRi-Fiレーベルからリリースされた。その後、1965年2月、ないし、3月にリリースされたアルバム『Studio Uno』に収録された。
その後、漣健児が「砂にきえた涙」ないし「砂に消えた涙」として、弘田三枝子が歌うことを想定して日本語詞を書いたが、ミーナ本人もこの日本語詞で歌い、1965年1月には、A面に日本語詞、B面にイタリア語詞の歌唱を収めた「砂にきえた涙」のシングルが日本ビクターから発売された。また、その後1975年には、この曲名をタイトルとしたコンピレーション・アルバム『砂に消えた涙』がキングレコードからリリースされ、日本語詞の歌唱が収録された。

## 日本語詞によるカバー
漣健児の日本語詞によるバージョンは、数多くの歌手によってカバーされた。
- 弘田三枝子 - 1964年12月のシングル「はじめての恋人」のB面に収録[7]
- 坂本スミ子 - 1965年3月のシングル「アンジェリータ」のB面に収録
- 伊東ゆかり - 1965年のアルバム『サン・レモのゆかり』に収録
- ザ・ピーナッツ - 1965年7月のアルバム『アモーレ スクーザミ ピーナッツのヒット・パレード第6集』に収録
- 黛ジュン - 1967年のアルバム『Jun Mayuzumi』に収録[8]
- ヤング101 - 1973年5月に発表されたNHK総合テレビの音楽番組『ステージ101』のアルバム『ロッカ・バラード・スペシャル』に収録
- 安西マリア - 1973年7月のシングル「涙の太陽」のB面に収録[9]
- 榊原郁恵 - 1980年のアルバム『Love Time Trip』に収録[10]
- 北原佐和子 - 1984年5月のシングル「砂に消えた涙」のA面に収録[11]
- 憂歌団 - 1994年のアルバム『知ってるかい!?』に収録[12]
- 矢沢永吉 - 2002年のアコースティック・ツアー「ONE MAN 30 ～VOICE～」で披露[13]し、翌年その模様を納めたDVDが発売された[14]。矢沢による他アーティスト曲のカバーはこの時まで例がなく、稀である。
- 竹内まりや - 2003年のカバー・アルバム『Longtime Favorites』に収録[15]
- 岸谷香 - 漣健児の訳詞作品を集めた2004年のコンピレーション・アルバム『トゥゲザー・アンド・フォーエバー』の中にこの曲を収録[16]
- 岩崎宏美 - 2006年9月のカバー・アルバム『Dear Friends III』に収録[17]
- 加藤いづみ - 2008年のアルバム『private』に収録
- 桑田佳祐（サザンオールスターズ） - 2014年7月12日に放送された『桑田佳祐のやさしい夜遊び〜夏にサザンないの!? いいかげんに1000回!! ファンやめたるわ!! 生歌ライブ〜』内で「一番好きな曲」と紹介したうえでカヴァー[18]。